# Gara Lespezi
Gara Lespezi este o stație de cale ferată care deservește comuna Lespezi, județul Iași, România.